# مدل الکترون آزاد
در فیزیک حالت جامد، مدل الکترون آزاد یک مدل ساده برای رفتار حامل‌های بار در یک جامد فلزی است. اساساً در سال ۱۹۲۷ این مدل توسط آرنولد سامرفلد، که مدل کلاسیکی دروده را با مکانیک کوآنتمی آماری Fermi-Dirac ترکیب کرده بود، توسعه یافته و از این رو به عنوان مدل Drude-Sommerfeld نیز شناخته می‌شود. مدل الکترون آزاد بسیاری از تناقضات مربوط به مدل دروده را حل و بینش ما را به تعدادی از خواص دیگر فلزات بهبود بخشیده‌است. مدل الکترون آزاد فلزات را تشکیل شده از یک گاز الکترونی کوانتومی می‌بیند که یون‌ها تقریباً هیچ نقشی ندارند. این مدل هنگام استفاده روی فلزات قلیایی و نجیب پیش‌بینی‌های بسیار مناسبی ارائه می‌دهد.
با توجه به سادگی آن، به‌طور شگفت‌آوری در توضیح بسیاری از پدیده‌های آزمایشی، به ویژه موارد زیر موفق است:
- قانون ویدمان-فرانتس که هدایت الکتریکی و هدایت حرارتی را به هم مربوط می‌کند.
- وابستگی ظرفیت گرمایی الکترونی به دما.
- شکل چگالی حالات الکترونیکی
- دامنه مقادیر انرژی باندها
- رسانش الکتریکی
- ضریب Seebeck در اثر ترموالکتریک
- گسیل گرمایونی و گسیل میدانی الکترون از فلزات فله(bulk metals).

در مدل الکترون آزاد چهار فرض اصلی در نظر گرفته شده‌است:
تقریب الکترون آزاد: برهم کنش بین یونها و الکترونهای ظرفیتی غالباً کنار گذاشته شده‌است، مگر در شرایط مرزی. یونها فقط فلز را از نظر بار الکتریکی خنثی نگه می‌دارند. بر خلاف مدل دروده، یون‌ها لزوماً منبع برخورد نیستند.
تقریب الکترونی مستقل: برهم کنش بین الکترونها نادیده گرفته می‌شود. میدان‌های الکترواستاتیک در فلزات به دلیل اثر پوشش میدان الکتریکی ضعیف هستند.
تقریب زمان Relaxation: مکانیسم ناشناخته ای سبب پراکندگی الکترون‌ها می‌شود به گونه ای که احتمال برخورد الکترون با معکوس زمان استراحت(relaxation time) متناسب است، که نشان دهنده میانگین زمان بین برخوردها است. برخوردها به پیکربندی الکترونیکی بستگی ندارد.
اصل طرد پائولی: هر حالت کوانتومی سیستم فقط توسط یک الکترون واحد قابل اشغال است. این محدودیت از حالت‌های الکترونیکی موجود توسط آمار Fermi-Dirac در نظر گرفته شده‌است (همچنین به گاز فرمی مراجعه کنید). پیش‌بینی‌های اصلی مدل الکترون آزاد توسط توضیح سامرفیلد از اشغال Fermi-Dirac گونه برای انرژی در اطراف سطح Fermi مشتق شده‌است.